# Para w oknie
Para w oknie, Kobieta w oknie – obraz holenderskiego malarza, prawdopodobnie naśladowcy Adriaena van Ostade, znajdujący się w Muzeum Narodowe we Wrocławiu (nr inw. VIII-2839).

## Geneza i opis obrazu
W XVI wieku, obok malarstwa religijnego i historycznego, wyodrębniło się malarstwo rodzajowe. Jego zadaniem było ukazywanie scen obrazujących życie codzienne różnych klas społecznych, dotykających różne problemy, które absorbowały mieszczańskich odbiorców. Nierzadko miały wydźwięk moralizatorski, komentowały normy obyczajowe. Do grupy najpopularniejszych należały obrazy ukazujące relacje damsko-męskie; w wersji mitologicznej przeznaczone były dla klienteli o większej erudycji, wersje przedstawiające prostą anegdotę dostępne były dla wszystkich. 
Obraz z wrocławskiego Muzeum Narodowego przedstawia motyw niedobranej pary, popularny w malarstwie niderlandzkim w drugiej połowie XVII wieku. Z okna wychyla się dojrzała kobieta, być może wdowa (na co wskazuje czerwony czepek na głowie), z wydatnym biustem. Stojący za nią stary i rubaszny mężczyzna obłapia ją i próbuję przyciągnąć do siebie. Kobieta jest centralną postacią kompozycji; ubrana w cynobrową spódnicę, której część wywieszona jest na parapecie na granatowej tkaninie, zdecydowanie wyróżnia się na tle szaro-ugrowej ściany domu z utrzymaną w tym samych barwach ramą okienną. Wydaje się być zamyślona, być może stoi przed dylematem: czy poddać się zalotom zamożnego adoratora? Klatka widoczna w lewym górnym rogu i złamana łodyga może jednak wskazywać, iż uległość może skończyć się zniewoleniem. Inną interpretację przedstawia Bożena Steinborn, historyk sztuki i kustosz wrocławskiego Muzeum Narodowego. Według niej kobieta para się zawodem prostytutki o czym świadczyć ma wspomniana spódnica w kolorze czerwonym: w holenderskich miastach kolor ten obowiązywał kobiety lekkich obyczajów oraz brak entuzjazmu na twarzy kobiety, lubieżny gest mężczyzny i klatka na ptaki, która w emblematyce miewała erotyczne znaczenie.

## Autorstwo
Według historyk sztuki Beaty Lejman, obraz został namalowany zgodnie z „lejdejską szkołą precyzji malarskiej” przez malarza związanego z jej kręgiem i z jej założycielem Gerardem Dou. Bożena Steinborn wskazuje na pierwowzór kompozycji, rycinę  pt. Wiejska romanca z 1667 lub 1652, której autorem jest Adriaen van Ostade. W kilku innych dziełach tego artysty występuje ta sama modelka, a obie postacie, choć w innej kompozycji, występują na obrazie Poufna pogawędka z Rijksmuseum w Amsterdamie. Według Steinborn sposób malowania postaci (swobodnie, szerokie pociągnięcia pędzlem) różni się od finezyjnego modelunku malarzy lejdejskich m.in. Gabriëla Metsu.

## Proweniencja
Obraz został przekazany w 1987 roku do wrocławskiego Muzeum Narodowego, przez Wojewódzkiego Konserwatora Zabytków z jego biura.